# Changan CX20
Changan CX20 — субкомпактвэн производства китайской компании Changan Automobile.

## Описание
Changan CX20 выпускался с 2010 по 2016 год. Ценовой диапазон варьировался от 49900 до 70900 юаней. Автомобиль оснащался 1,3-литровым рядным четырёхцилиндровым двигателем мощностью 86 л. с.
В 2013 году автомобиль прошёл рестайлинг и стал оснащаться 1,4-литровым двигателем мощностью 101 л. с. Ценовой диапазон варьировался от 55900 до 64900 юаней.

## CX20 Cross
Changan CX20 Cross — кроссовер на базе Changan CX20, дебютировавший в 2010 году в Чунцине.

## Галерея

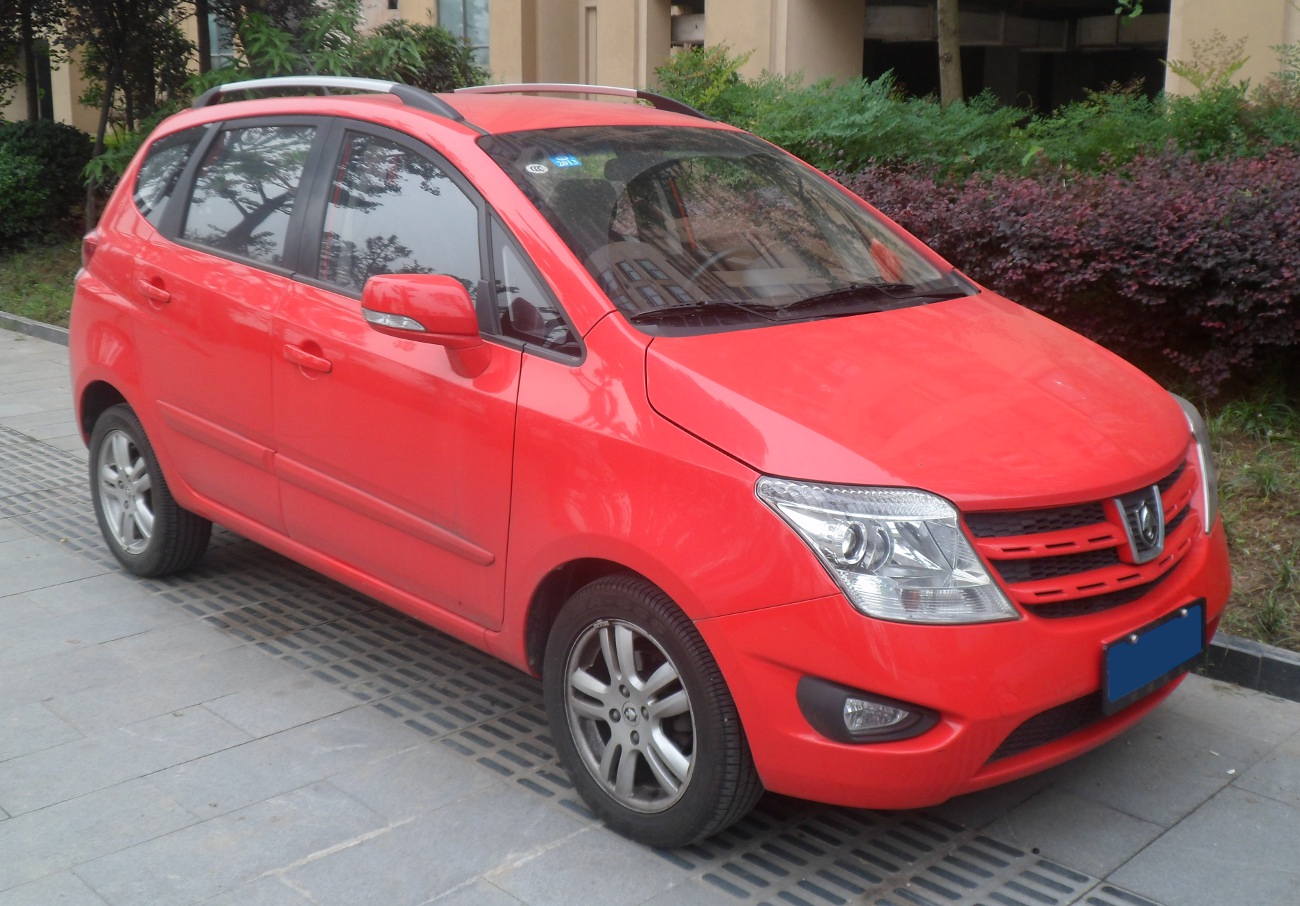
Вид спереди
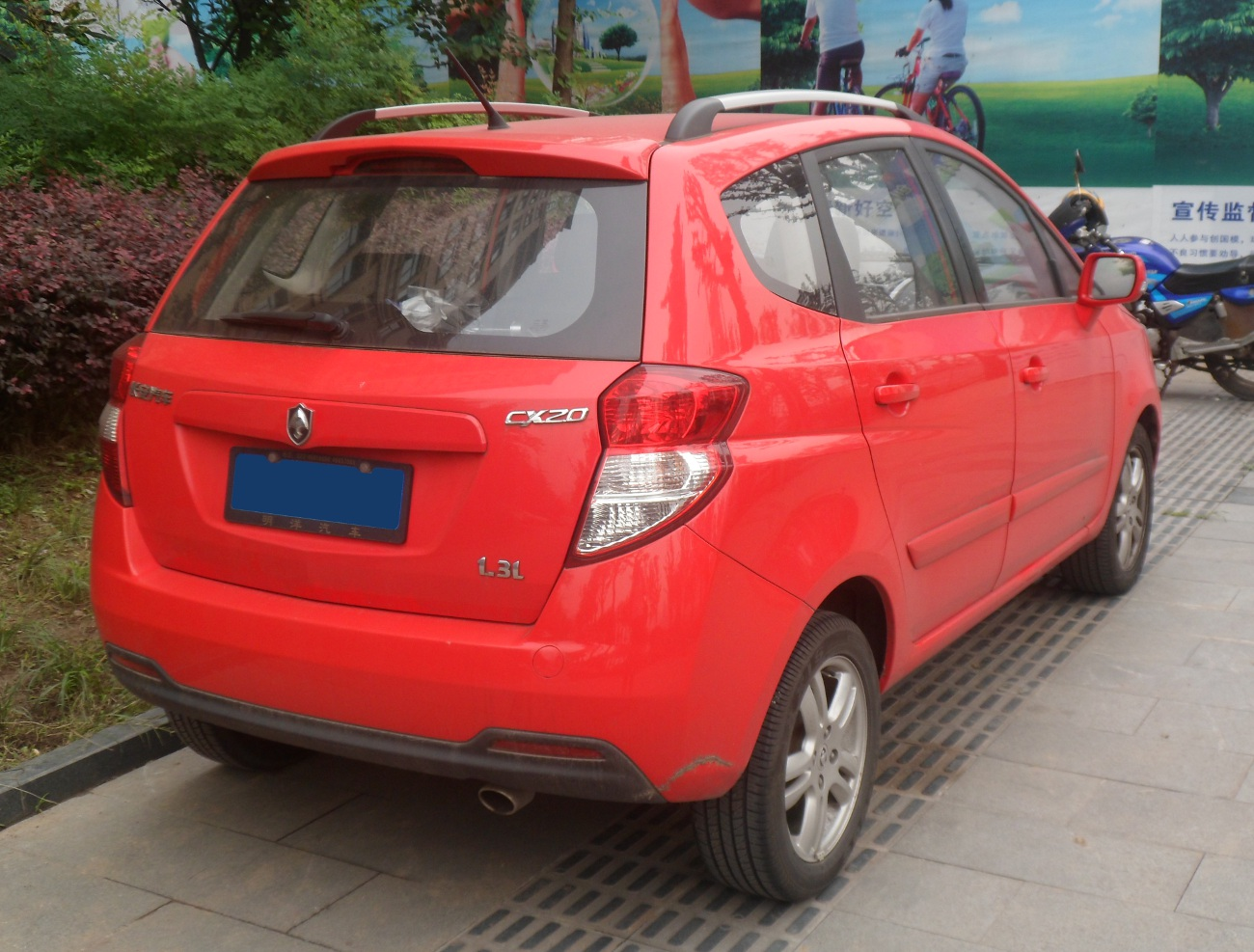
Вид сзади
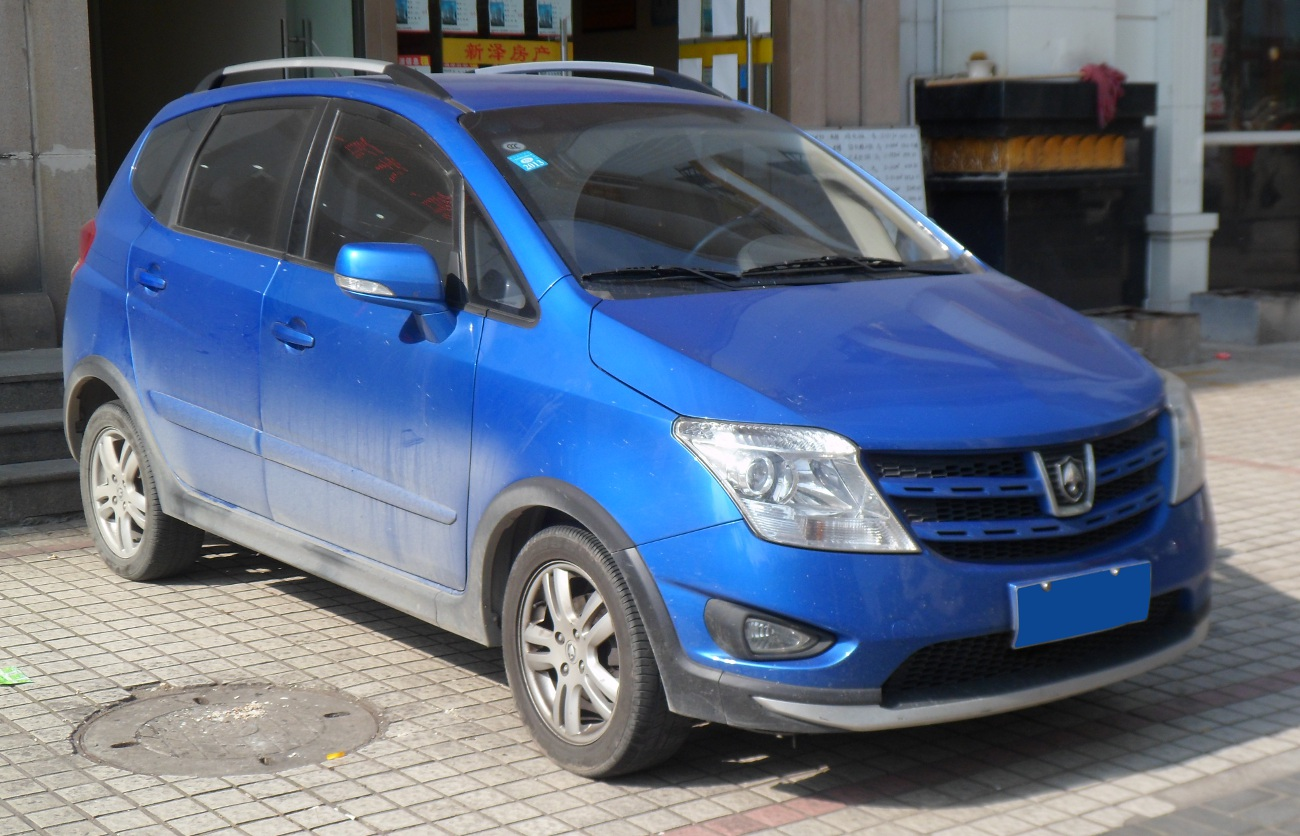
Changan CX20 Cross
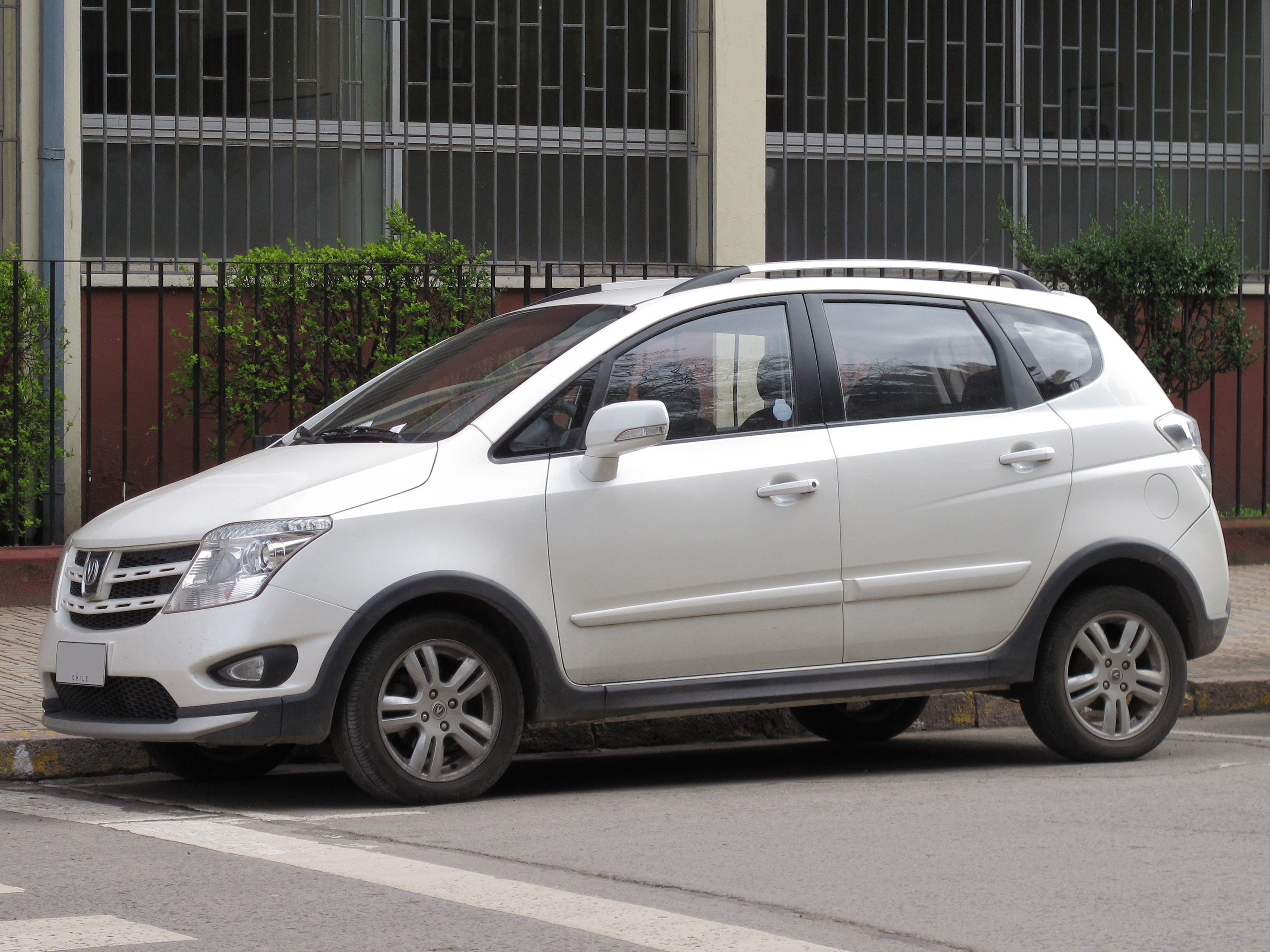
Changan CS1 (Чили)
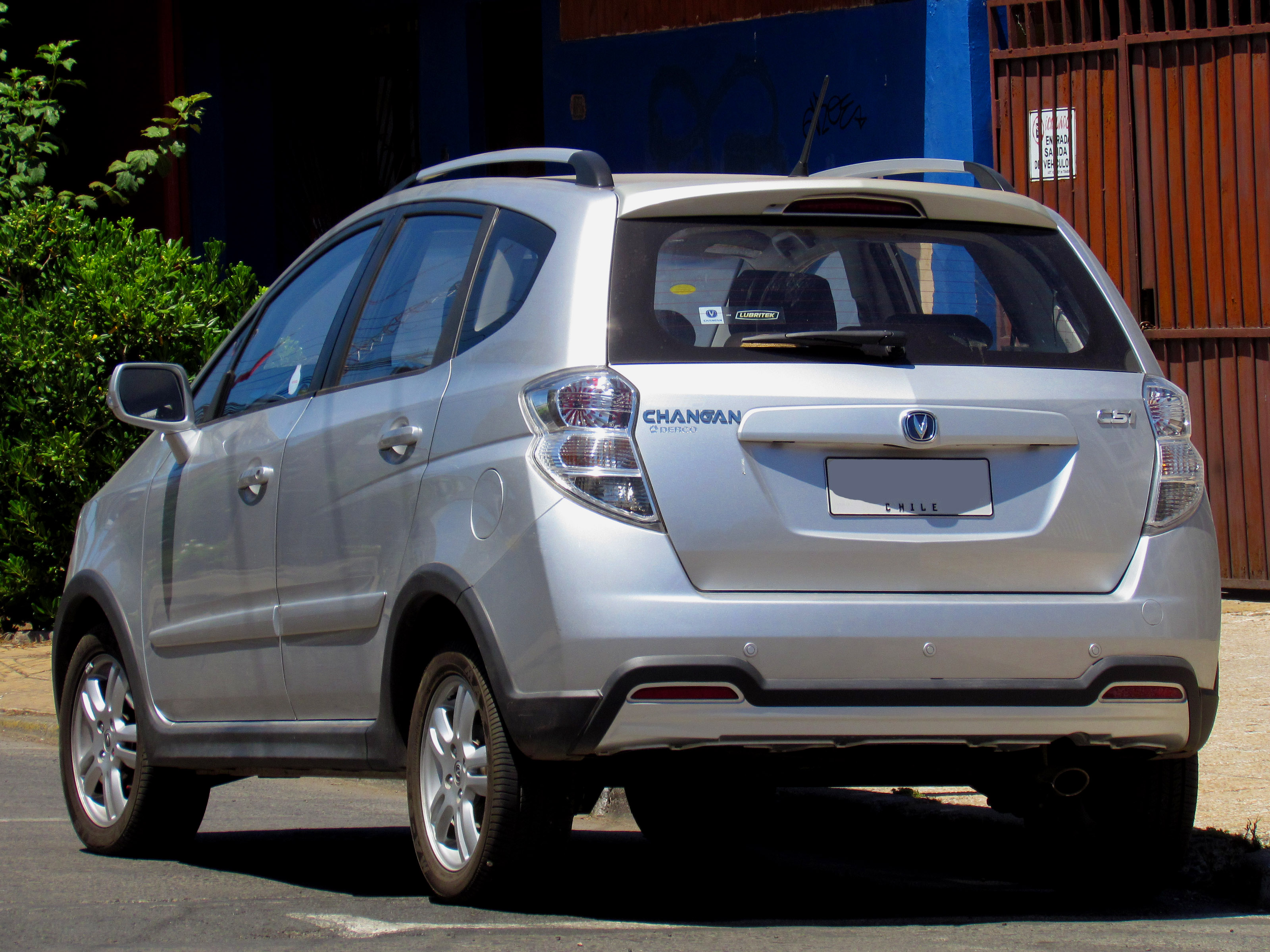
Вид сзади